# Leptoctenopsis murina
Leptoctenopsis murina là một loài bướm đêm trong họ Geometridae.